# SIGINT
SIGINT, česky signálové zpravodajství, využívají speciální nebo bezpečnostní složky státu jako jsou rozvědka či kontrarozvědka (zpravodajská služba),  a slouží k označení informací získaných pomocí těchto zdrojů:
- radarový provoz
- datová komunikace
- Internet
- odposlechy telefonních hovorů
- snímání vyzařování monitoru na dálku
- a jiné

## Jiné zdroje informací
Dalšími chráněnými utajovanými zdroji informací jsou:
- HUMINT (Human-Source Intelligence)
- MASINT (Measurement and Signature Intelligence)
- IMINT (Imagery Intelligence)
- LIAISON (zprávy a podpora mezi spřátelenými zpravodajskými službami v rámci i nad rámec jednoho státu, společenství národů či kontinentu)

Mezi nechráněné a neutajované zdroje informací se řadí:
- OSINT (Open-Source Intelligence)